# Serena Gordon
Pour les articles homonymes, voir Gordon.
Serena Gordon est une actrice anglaise, née le 3 septembre 1963 à Londres (Royaume-Uni).

## Filmographie sélective
- 1987 : Queenie, la force d'un destin (Queenie) (téléfilm) : Prunella Rumsey
- 1988 : Tumbledown (téléfilm) : Phyllida
- 1989 : Act of Will (téléfilm) : Gwen
- 1989 : The Shell Seekers (téléfilm) : Annabel
- 1993 : Riders (téléfilm) : Janey Henderson
- 1993 : Dancing Queen (téléfilm) : Sophie
- 1995 : GoldenEye : Caroline
- 1997 : For My Baby : Molly
- 1997 : Diana & Me : Sarah
- 1999 : Tom's Midnight Garden : Melody Long
- 1999 : Aristocrats (téléfilm) : Lady Caroline Lennox
- 2000 : Chez les heureux du monde (The House of Mirth) : Gwen Stepney
- 2001 : Résurrection (Messiah) (téléfilm) : Alison Reeves
- 2005 : Un cœur pour deux (Heartless) (téléfilm) : Shona
- 2007 : Natasha : Jan Loomis